# Lambert (Mississippi)
Lambert város az USA Mississippi államában. Lakosainak száma 1273 fő (2020. április 1.).

## Népesség
A település népességének változása:
| Lakosok száma | 1967 | 1638 | 1273 |
|               | 2000 | 2010 | 2020 |